# Noyelle-Vion
Noyelle-Vion é uma comuna francesa na região administrativa de Altos da França, no departamento de Pas-de-Calais. Estende-se por uma área de 5,36 km². Em 2010 a comuna tinha 299 habitantes (densidade: 55,8 hab./km²).